# Pteris orientalis
Pteris orientalis är en kantbräkenväxtart som beskrevs av Cornelis Rugier Willem Karel van Alderwerelt van Rosenburgh. Pteris orientalis ingår i släktet Pteris och familjen Pteridaceae. Inga underarter finns listade.